# École de Dakar
Die École de Dakar (deutsch: „Schule von Dakar“) war eine Künstler-Bewegung im Senegal am Beginn der Unabhängigkeit des Landes zwischen 1960 und 1974 Sie wurde vom Präsidenten Léopold Sédar Senghor im Rahmen der Négritude-Bewegung gefördert und von Persönlichkeiten wie – unter anderen – Papa Ibra Tall und Pierre André Lods umgesetzt.

## Geschichte
1960 wurde auf Anregung von Präsident Senghor, einem Mann der Kultur, eine Kunsthochschule gegründet, in Nachfolge des Kunsthaus Malis (maison des arts du Mali) (nach der Auflösung der Fédération du Mali, welche das heutige Senegal und Mali umfasste).
In dieser Institution wollte der Präsident eine Erneuerungsbewegung (Art nouveau) im Senegal schaffen, die seinen ideologischen Zielen entsprach.
Papa Ibra Tall war sieben Jahre lang der erste Direktor, bevor er seinen Posten an Pierre Lods abtrat. Lods hatte 1951 die École de Poto Poto in Brazzaville (Republik Kongo) gegründet, welche er 1961 in die École integrierte.
Die berühmte Manufacture Sénégalaise des Arts Décoratifs in Thiès, deren Wandteppiche heute die Königs- und Präsidentenpaläste der Welt sowie das Hauptquartier der UN in New York City schmücken, entstand 1966 im Rahmen der Gründung der École de Dakar.

## Philosophie der Bewegung
Unter dem Einfluss des Präsidenten wollte die Bewegung eine Zeitgenössische Weltkunst („Art contemporain mondialisé“) im Senegal begründen.
In der ideologischen Strömung der Négritude (idéologie senghorienne de la négritude) war die Schule ein Beweis dafür, dass der Afrikaner fähig sei, Schöne Kunst nach dem Vorbild der zeitgenössischen westlichen Kunst (art contemporain occidental) zu schaffen.
Die Bewegung bevorzugte warme Farben, figurative wie abstrakte Darstellungen mit Referenzen zu afrikanischen Mythologien und Zeichenhaftes, sowie asymmetrische Formen. Sie fördert eine spontane Sensibilität (sensibilité innée et spontanée) und Freiheit des Schaffens (liberté pour créer).

## Vertreter
Ein Katalog des Festival Mondial des Arts Negres listet folgende Künstler der École de Dakar:
| Amadou Ba (1945) Seydou Barry (1943) Boubacar Coulibaly (1944–1984) Alpha Walid Diallo (1927) Boubacar Diallo Ansoumana Diedhiou (1949) Bacary Dieme (1947) Bocar Pathé Diong (1946) Cheikh Diop M’Baye Diop (1951) Daouda Diouck (1951) Ibou Diouf (1953) Théodore Diouf (1949) Mor Faye (1947–1985) | Ousmane Faye (1940) Boubacar Goudialy (1946) Khalipha Gueye (Serigne M’Baye Gueye, 1945) Madema Gueye Souleymane Keita (1947) Ousseynou Ly Mohamadou Mbaye (1945) El Hadj M’Boup (1950) Abdoulaye Ndiaye (1936) Djibril N’Diaye (1945) Iba N’Diaye (1928, Senegal/Frankreich) Abdoulaye Ndoye (1951) Amadou Niang (1961) | Maodo Niang (1949) Modou Niang Amadou Seck (1950) Diatta Seck Philippe Sène (1949) Amadou Seydou Younousse Sèye (1940) Papa Sidy Diop Amadou Sow (1951) Papa Ibra Tall (1935) Chérif Thiam (1951) Boubacar Sadikh Traoré (Sadikh, 1956) Ousmane Wade Amadou Wade Sarr Kazi Salhab |